# عبدالرحیم الدباس
عبدالرحیم الدباس (انگلیسی: Abduraheem Al-Debbas؛ زادهٔ ۳ ژوئیهٔ ۱۹۹۲) یک ورزشکار اهل عربستان سعودی است.
از باشگاه‌هایی که در آن بازی کرده‌است می‌توان به باشگاه فوتبال هجر عربستان سعودی اشاره کرد.